# Mangostigmus amraeus
Mangostigmus amraeus är en stekelart som först beskrevs av Chandy Kurian 1953.  Mangostigmus amraeus ingår i släktet Mangostigmus och familjen gallglanssteklar. Inga underarter finns listade i Catalogue of Life.